# ダウンタウン (ニューオーリンズ)

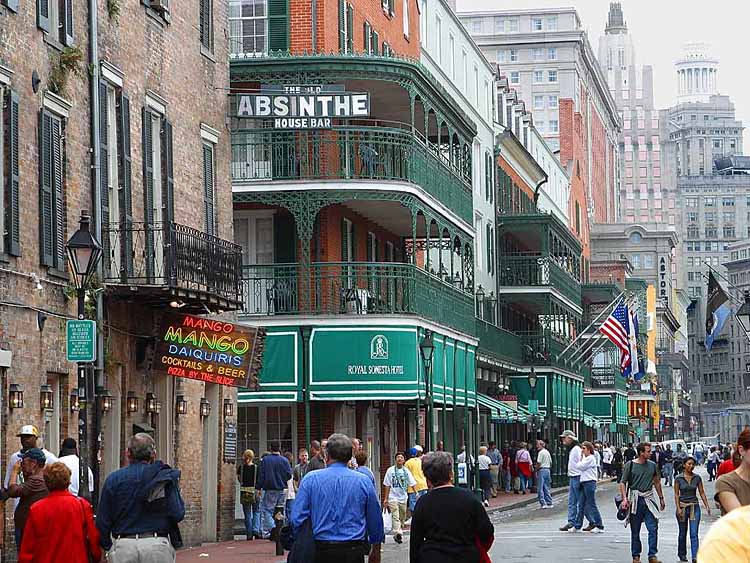
ニューオーリンズのダウンタウンの一角を担うフレンチ・クオーター

米国ルイジアナ州ニューオーリンズにおいて、 「ダウンタウン」 (downtown) は、カナル・ストリートからおおよそ東側、ミシシッピ川の下流側の地域を現している。具体的には、フレンチ・クオーター、トレメ、フォーバーグ・マリニー、バイウォーター、 ナインス・ワード (9th Ward) とその他周辺地域である。
他の都市の「ダウンタウン」の一般的な用法に反して、ニューオーリンズでは「ダウンタウン」に中心業務地区 (New Orleans Central Business District) を含まない（ただし、他の地域の人々の中には、ニューオーリンズの中心業務地区を「ダウンタウン」と呼ぶ人もいる）。
19世紀当時、ダウンタウンの大部分ではまだフランス語が話されていて、クレオールのコミュニティの中心部だった。カナル・ストリートのもう一方の側の、大部分は英語を話す人が住む「アップタウン」とは、伝統的な対抗意識があった。カナル・ストリートの幅広い中央分離帯は「中立地帯」として知られるようになり、そこでお互いの領土に入ることなく、両者が議論したり仕事をしたりできた。
街は長い間、伝統的に「ダウンタウン」と「アップタウン」に分けられてきた。それ以外の地域となる「街の裏側」の低地（湿地帯）の宅地開発が進んだのは、第2次世界大戦後にニューオーリンズ市の排水システムが改良されてからのことであった。アップタウンとダウンタウンの区別については、ときに強調され過ぎることもあるが（既に19世紀後半には、多くのフランス語を話す人々がアップタウンに、また英国系及びアイルランド系の人々がダウンタウンに存在していた）、それは例えばマルディグラ・インディアンがアップタウンとダウンタウンのトライブ（部族）に分けられるように、21世紀においても引き続きニューオーリンズの文化の要素としてあり続けている。